# 梶田大嗣
梶田大嗣（日语：／ Kajita Daishi，9月26日—），日本男性配音員。出身於廣島縣。Production Ace所属。

## 出演作品
※粗體字為主要角色

### 電視動畫
2016年
- 我太受歡迎了，該怎麼辦？（學生）

2017年
- 末日時在做什麼？有沒有空？可以來拯救嗎？（船員D、作業員A）
- 辣妹與我的第一次（路人C）

2018年
- 六心公主（日语：シックスハートプリンセス）
- 我喜歡的妹妹不是妹妹（客人A）

2019年
- 鑽石王牌（永源投手、谷口翔、宮川輝）
- 妖怪人間貝姆（敵隊少年B）
- 偶像夢幻祭（男學生）

2020年
- 炎炎消防隊 貳之章（第2隊員）
- 大貴族（ラエル・ケルティア）[2]

2021年
- SD鋼彈世界群英集（日语：SDガンダムワールド ヒーローズ）（馬超獵魔鋼彈）[3]
- 拳鬥暗黑傳（ゲティ）

2022年
- 自稱賢者弟子的賢者（重臣[4]、殭屍、市民、士兵、遊客等）
- 史上最強大魔王轉生為村民A（男學生）
- 女性向遊戲世界對路人角色很不友好（選手）
- 藍色監獄（成早朝日[5]）
- IDOLiSH7 第3季（工作人員A）
- 軟軟噗尼寵物小精靈（日语：ぷにるんず）（はぴるん）

2023年
- 滿懷美夢的少年是現實主義者（花輪蓮二）
- 雖然等級只有1級但固有技能是最強的（Rays）
- 文豪野犬 第5季（福澤諭吉（少年））
- 聖魔大戰（大和[6]）

2024年
- 戰隊大失格（櫻間日日輝[7]）

2025年
- 黑岩目高不把我的可愛放在眼裡（客人）
- 青春之箱
- 戰隊大失格 2nd season（櫻間日日輝[8]）
- 機械女僕·瑪麗（梅納德[9]）

### 遊戲
2024年
- 刀劍亂舞（九鬼正宗）